# Richenthal

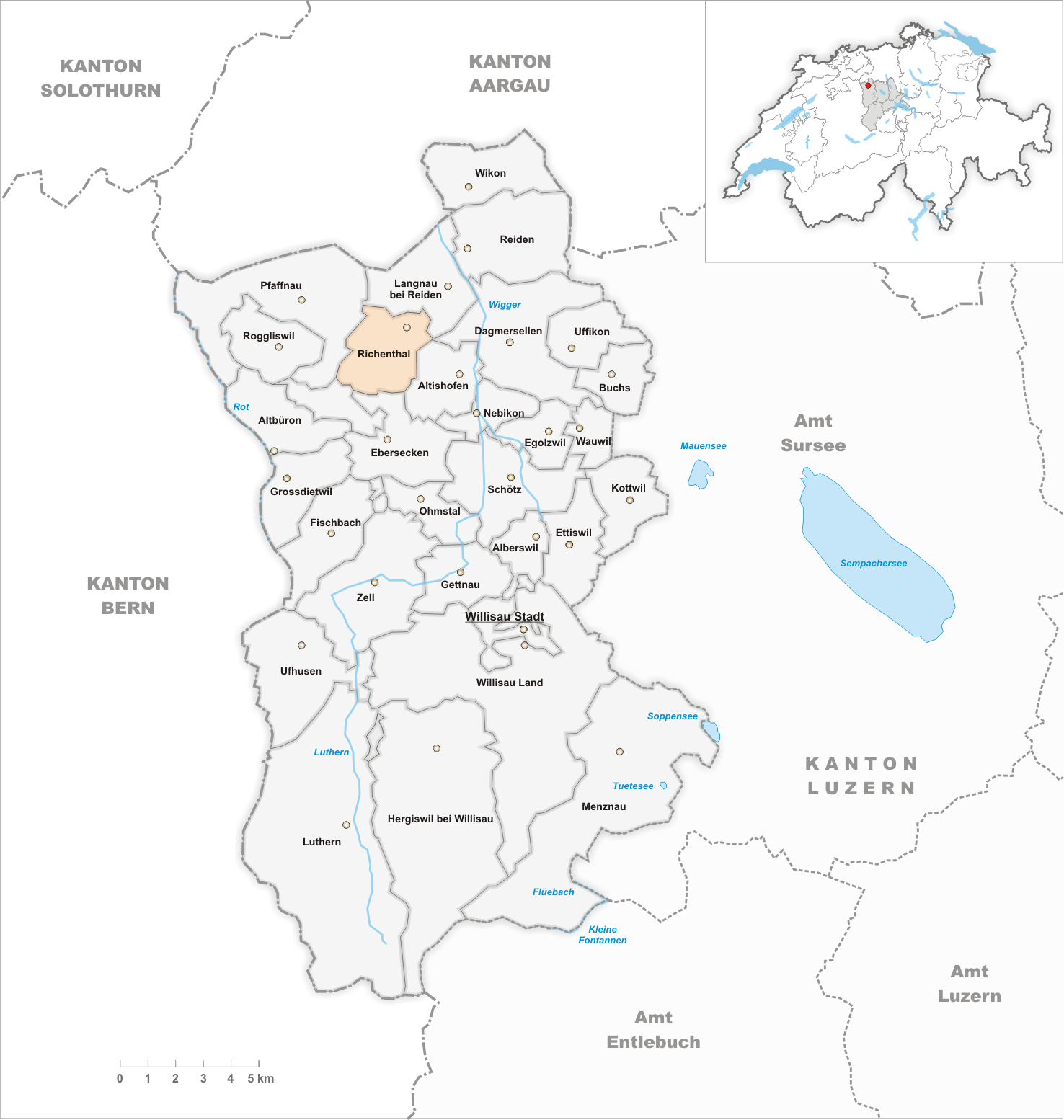
Gemeindestand vor der Fusion am 1. Januar 2006

Richenthal (im örtlichen Hochalemannisch [riːdʊ] Riidu) ist eine Ortschaft in der Einwohnergemeinde Reiden im schweizerischen Kanton Luzern.

## Geographie
Richenthal ist ein Bauerndorf in einer linksseitigen Verzweigung des Wiggertals im Nordwesten des Kantons Luzern. Das gesamte frühere Gemeindegebiet ist hügelig. Östlich des Dorfs erhebt sich der teilweise bewaldete Schallbrig (auf Gemeindegebiet bis maximal 614 m ü. M.).
Der Weiler Chrüzstrass (516 m ü. M.) liegt 500 m südlich des Dorfs. Weitere 1,3 km südlich liegt der vom Huebbach durchflossene Ortsteil Hueb (524–537 m ü. M.) mit einem Kurhaus. Beim Kurhaus mündet der Ränzligebach in den Huebbach. Weiter im Westen liegt Innerfronhofen (653 m ü. M.; 2,7 km südwestlich des Dorfs) südlich des Chlämpewalds. Die Westgrenze bei Klempen führt zum höchsten Punkt der Gemeinde auf 716 m ü. M. Die Weiler Reckenberg (westlich vom Kurhaus Hueb) und Renzligen 1 km westlich vom Dorf (611 m. ü. M.) sowie der Weiler Gugger (1 km nordwestlich des Dorfs) mit der Guggerhöchi (704 m ü. M.) sind von den restlichen Siedlungen am bedeutendsten. Vom gesamten Gemeindeareal von 722 ha sind 67,0 % landwirtschaftliche Nutzfläche; ein Viertel (25,2 %) ist von Wald bedeckt und 7,3 % Siedlungsfläche.
Die bis Ende 2005 selbständige Einwohnergemeinde Richenthal grenzte an Altishofen, Ebersecken, Grossdietwil, Langnau bei Reiden, Pfaffnau und Dagmersellen.

## Bevölkerung

### Bevölkerungsentwicklung
Einwohnerzahlen: Volkszählungsdaten
Zahl für 1837 lt. Akten im Staatsarchiv des Kantons Luzern
Die Gemeinde wuchs bis ins Jahr 1888. Bis 1900 erfolgte eine Massenabwanderung in die Industriezentren (1888–1900: −15,1 %). Die nächsten beiden Jahrzehnte brachten wiederum ein bedeutendes Bevölkerungswachstum mit sich (1900–1920: +20,0 %). In den 1920er-Jahren setzte ein erneuter Bevölkerungsrückgang ein, dem dann allerdings ein Bevölkerungswachstum bis 1950 folgte – so dass die Einwohnerzahl von 1950 exakt der von 1920 entsprach. Die zwei nächsten Jahrzehnte brachten einen leichten Bevölkerungsschwund. Seit 1970 wächst die Zahl der Bewohner stetig und hat nun die Höchstmarke von über 700 Einwohnern erreicht (1970–2004: +34,9 %).

### Sprachen
Die Bevölkerung benutzt als Alltagssprache eine hochalemannische Mundart. Bei der letzten Volkszählung im Jahr 2000 gaben 91,24 % Deutsch, 5,74 % Albanisch und 0,45 % Portugiesisch als Hauptsprache an.

### Religionen – Konfessionen
Früher waren alle Bewohner Mitglied der römisch-katholischen Kirche. Durch Kirchenaustritte und Zuwanderung aus anderen Regionen der Schweiz und dem Ausland hat sich dies geändert. Heute (Stand 2000) sieht die religiöse Zusammensetzung der Bevölkerung wie folgt aus: Es gibt 68,28 % römisch-katholische und 12,99 % evangelisch-reformierte Christen; erstere gehören dem Bistum Basel beziehungsweise der Katholischen Kirche im Kanton Luzern, letztere der Evangelisch-Reformierten Landeskirche des Kantons Luzern an.
Daneben findet man 8,76 % Muslime und 4,38 % Konfessionslose. 4,98 % der Einwohnerschaft weigerten sich, die Angaben zur Konfession auszufüllen. Die Muslime sind bis auf einige wenige Ausnahmen albanischer Herkunft.

### Herkunft – Nationalität
Von den 708 Einwohnern Ende 2004 waren 614 Schweizer und 94 (= 13,3 %) Ausländer. Anlässlich der letzten Volkszählung waren 84,29 % (einschliesslich Doppelbürger 86,25 %) Schweizer Staatsangehörige. Die grösste Einwanderergruppe kommt aus dem Kosovo. Diese Gruppe stellte im Jahr 2000 74 % (ohne Doppelbürger 84,6 %) aller Nichtschweizer. Daneben finden sich einzelne Ausländer aus sieben weiteren Staaten.

## Verkehr
Richenthal ist durch die Buslinie Zofingen–Reiden–Richenthal der Gesellschaft Limmat Bus ans Netz des öffentlichen Verkehrs angeschlossen. In Reiden gibt es eine Bahnstation an der Linie Luzern-Olten. Der Ort liegt an der Strasse Reiden-Richenthal-Ebersecken(-Fischbach LU). Die nächsten Autobahnanschlüsse an der A2 sind nicht weit weg. Der von Dagmersellen ist 4 km, der von Reiden 5 km entfernt, ein wesentlicher Faktor für das anhaltende Bevölkerungswachstum.

## Geschichte
Richenthal ist eine alemannische Gründung. Im Vorderglied des Ortsnamens steckt der männliche Personenname Rîcho, im Hinterglied das Gattungswort Tal. Der Ortsname bedeutete damit ursprünglich «im Tal des Rîcho».
Erstmals urkundlich erwähnt findet sich der Ort 1036, als Graf Ulrich I. von Lenzburg dem Chorherrenstift Beromünster die örtliche Kirche schenkt. Die Oberherrschaft ging von den Lenzburgern an die Habsburger über. Diese verloren sie faktisch nach der Schlacht bei Sempach 1386 an die expandierende Stadt Luzern. Dennoch übernahm Luzern erst 1415 offiziell die Regentschaft. Zusammen mit Langnau bei Reiden bildete Richenthal bis 1478 das Amt Richenthal, in welchem der Chorherrenstift Beromünster die niedere Gerichtsbarkeit hatte. Von da an bis 1798 gehörte der Ort zur Landvogtei Willisau. Von 1798 bis 1803 gehörte Richenthal zum Distrikt Altishofen, danach zum neu gegründeten Amt Willisau.
1844 trennte sich Richenthal von der Gemeinde (sogenannter Steuerbrief) Langnau bei Reiden ab und wurde eine eigenständige Einwohnergemeinde. Am 1. Januar 2006 fusionierten diese beiden Gemeinden mit der Einwohnergemeinde Reiden zur neuen Gemeinde Reiden.

## Sehenswürdigkeiten

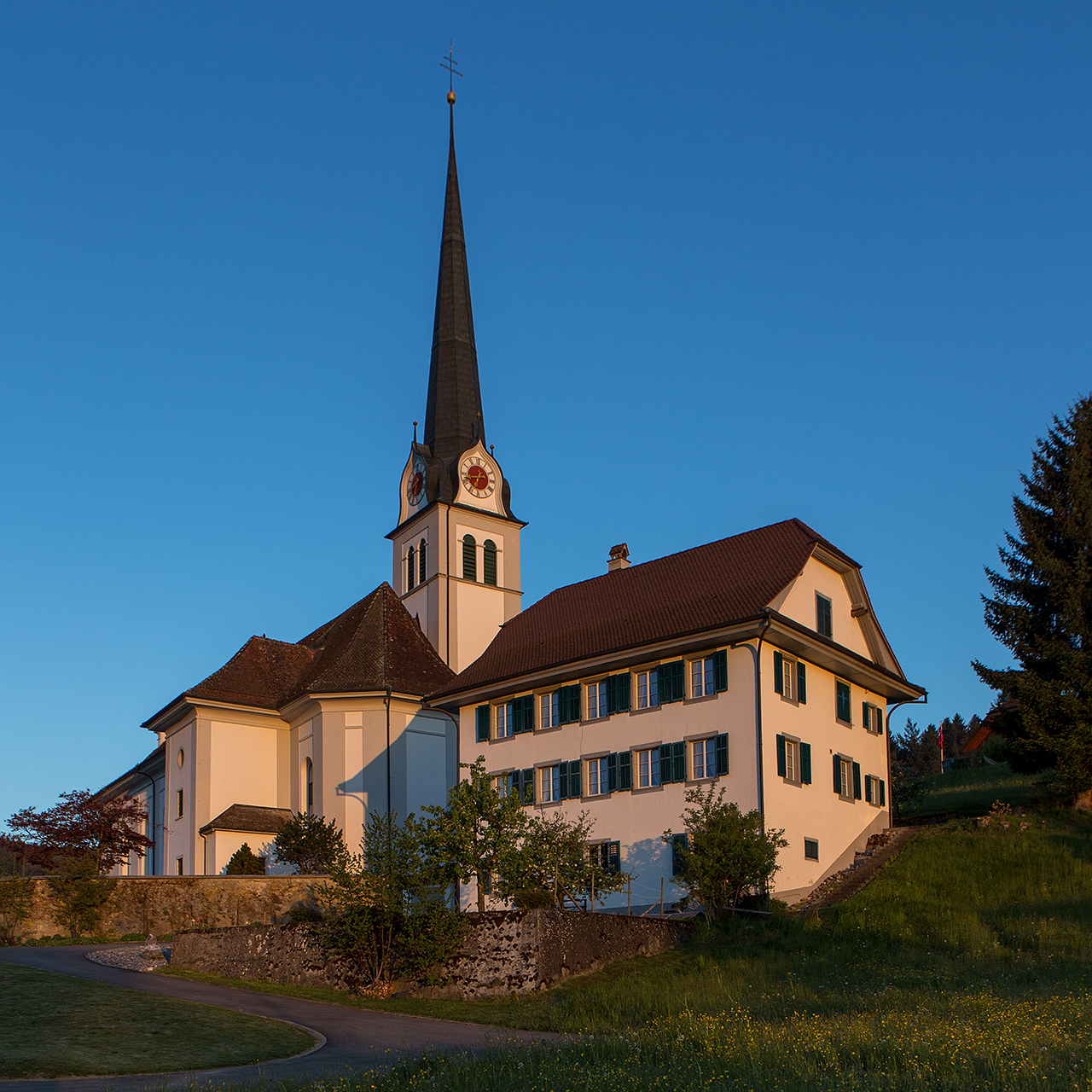
Pfarrkirche und Pfarrhaus
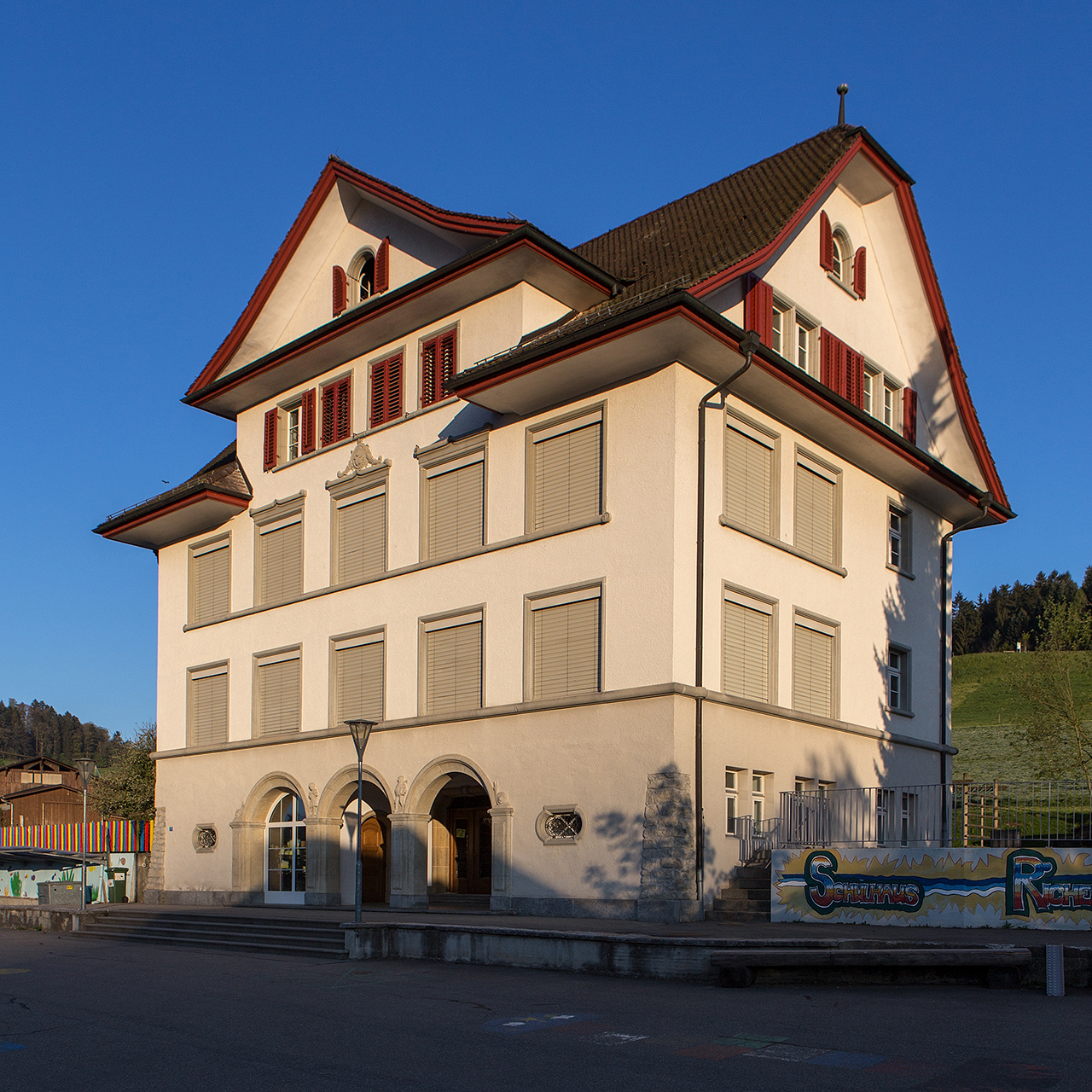
Primarschulhaus
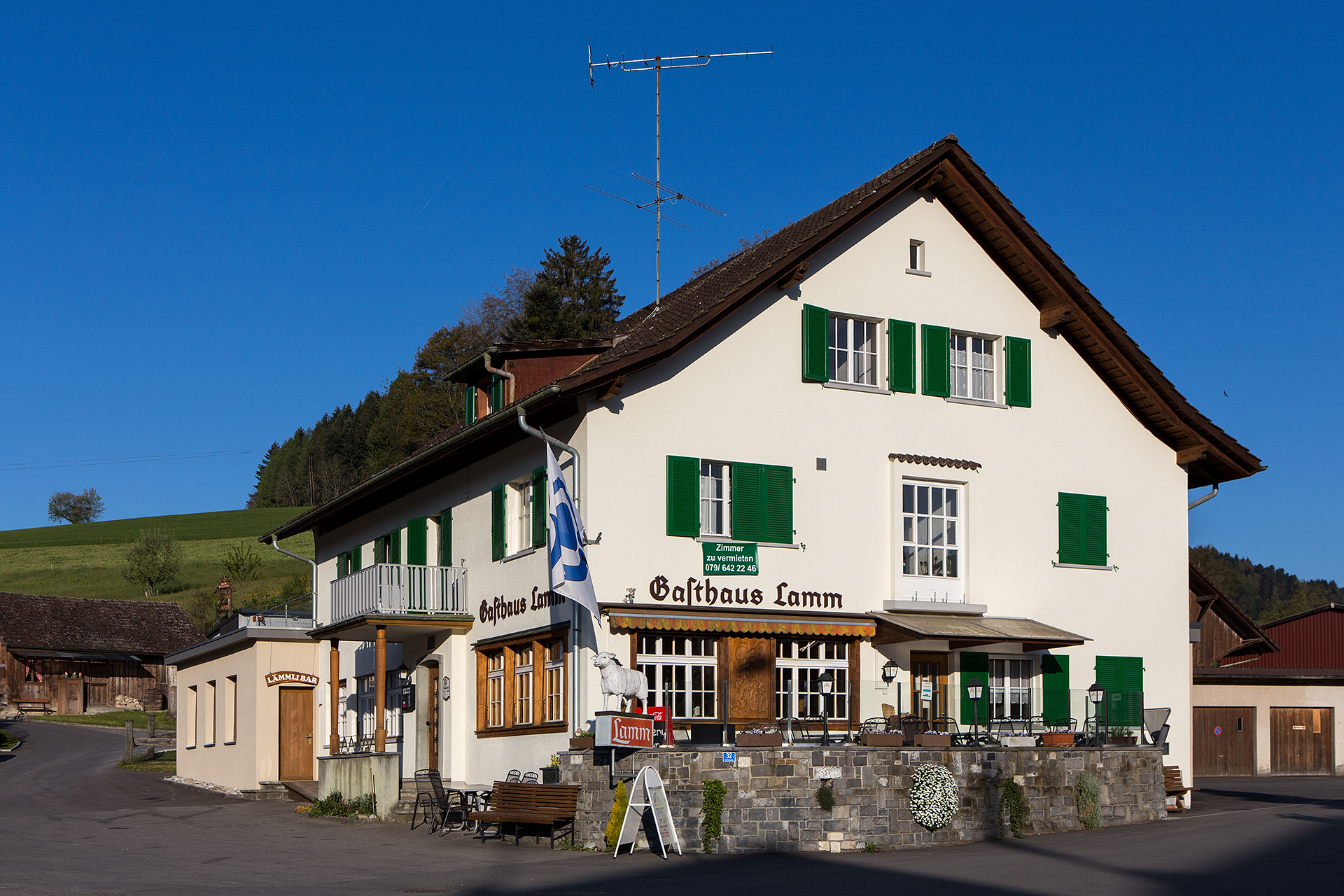
Gasthaus Lamm
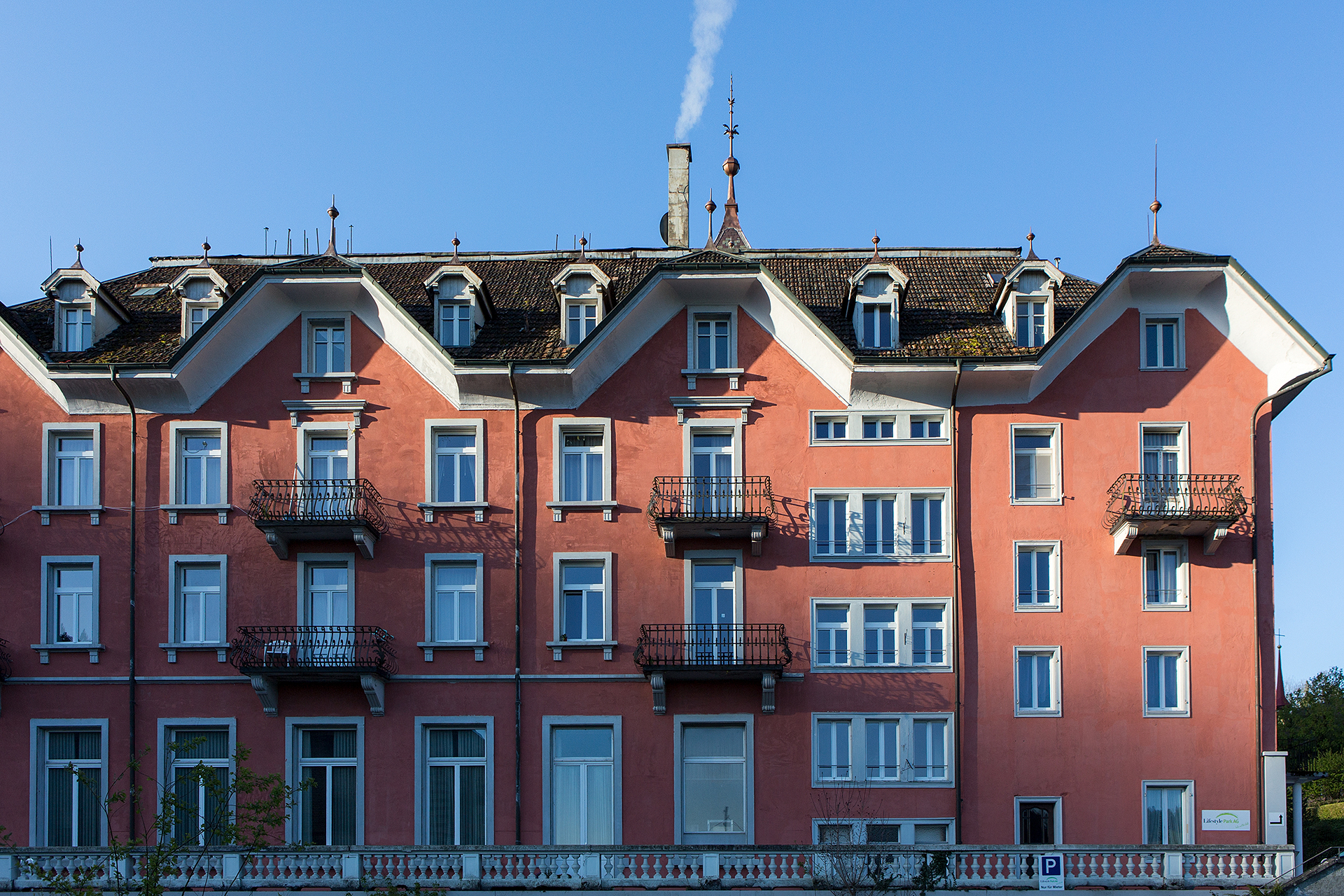
ehem. Kurhaus
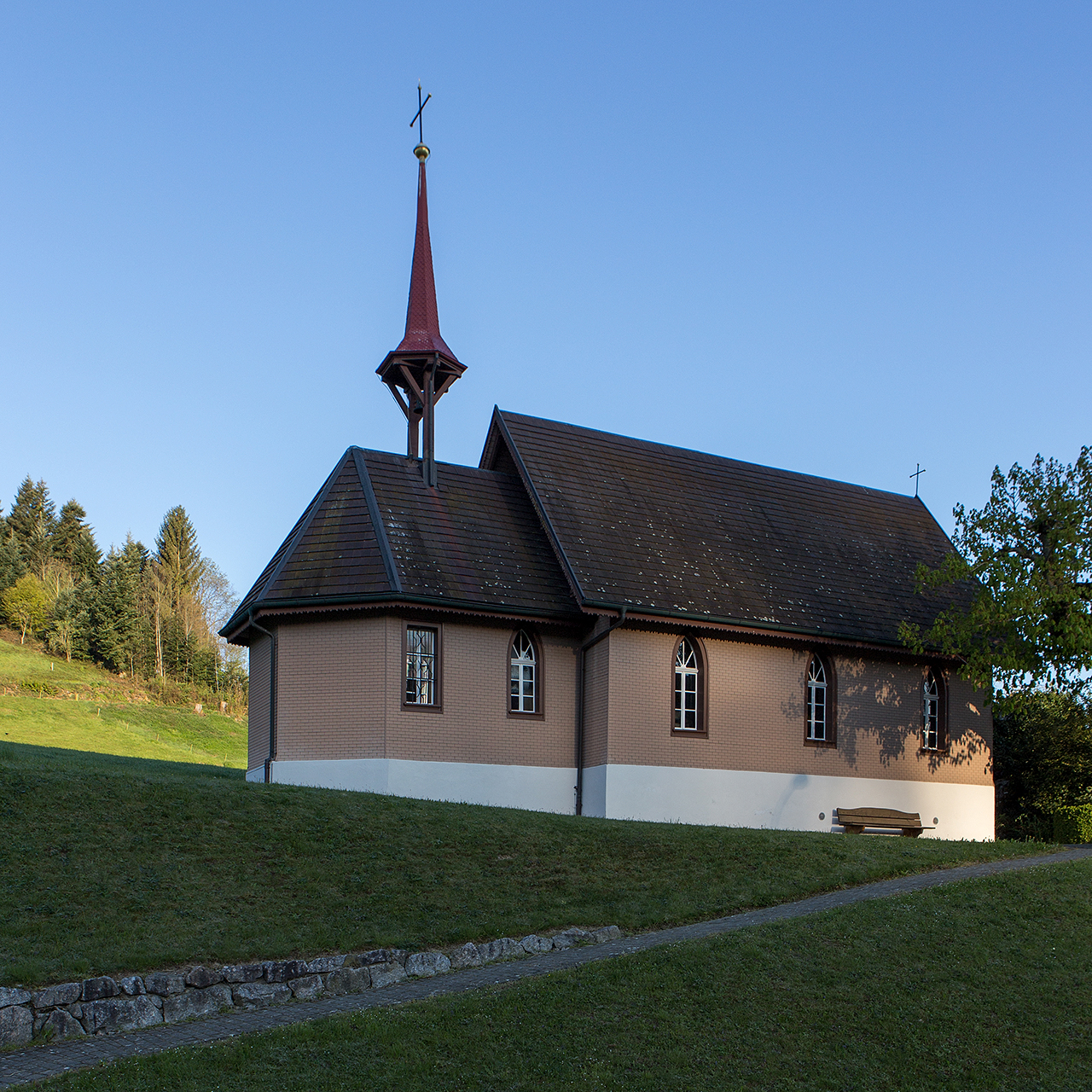
Gut-Hirt-Kapelle (Kurhaus)